# Mario (chanson)
Pour les articles homonymes, voir Mario.
Mario, est une chanson du guitariste congolais Franco Luambo  et de son groupe TPOK Jazz, tirée de son album éponyme de 1985. Elle est considérée comme le plus grand succès du musicien.

## Historique
Écrite et composée par Franco, la chanson raconte l'histoire d'un gigolo qui vit avec une femme plus âgée. Bien qu'il soit diplômé, il préfère dépenser l'argent de sa compagne,.
"Mario" aurait été certifiée disque d'or après avoir été vendue à plus de 200 000 exemplaires au Zaïre. La chanson a été enregistrée trois fois par TPOK Jazz (chacune avec des interprétations différentes de l'histoire de Mario) : l'original, "Mario 2" (également sorti en 1985) et "Mario 3" (sorti en 1987 sur l'album "L'Animation Non Stop"). La chanson a été reprise par plusieurs artistes, dont le groupe de salsa Africando et le rappeur Marshall Dixon

### Contexte
À l'époque ou  Franco composait "Mario", des comportements sociaux inhabituels commençaient à naitre au sein de la société à Kinshasa. Les jeunes filles préféraient publiquement les hommes mûrs pour des raisons financières. De même, les jeunes garçons préféraient les femmes mûres,. C'est ce qui inspire à Luambo la composition de cette chanson.

## L'enregistrement
La chanson a été enregistrée en 1985 sous la direction d'Elvis Kemayo au Studio Mademba lors d'un voyage du groupe TPOK Jazz à Libreville.

## Composition
"Mario" est une chanson de rumba congolaise. Elle a été composée dans la tonalité de do bémol majeur, avec un tempo modéré de 115 battements par minute. "Mario" a une progression d'accords en do, fa, sol, fa tout au long de la chanson.
La chanson commence avec la guitare mi-solo de Franco, qui est ensuite rejoint par le guitariste rythmique Gégé Mangaya. La batterie (jouée par Nado Kakoma), les congas (joués par Dessoin Bosuma) et la basse (jouée par Decca Mpudi) interviennent également lorsque la guitare de Mangaya démarre. Franco prononce les premières lignes de la chanson, suivies du refrain, chanté par Madilu System. La guitare solo est jouée par Papa Noel Nedule.

## "La Réponse de Mario"
Une suite au tube "Mario" a été enregistrée en 1987 sous le titre "La Reponse De Mario". Une réponse de la cible de la chanson précédente où il donne sa version de l'histoire : selon lui, c'est plutôt la femme mûre qui vient le chercher, l'humilie devant les femmes de son âge, l'oblige à être son amant et s'immisce dans ses études.

## Le groupe
Musiciens ayant participé à l'enregistrement de "Mario (version originale)" :
- Franco Luambo - auteur-compositeur, voix principale et parlée, guitare mi-solo
- Madilu System - voix principale
- Papa Noel Nedule - guitare solo
- Gégé Mangaya - guitariste rythmique
- Decca Mpudi - guitare basse
- Nado Kakoma - batterie
- Dessoin Bosuma - congas